# Séchoir à bouteilles
Un séchoir à bouteilles, égouttoir à bouteilles,  porte-bouteilles, if à bouteilles ou hérisson à bouteilles est un instrument servant à sécher les bouteilles à la suite de leur lavage et pouvant servir à les maintenir au sec jusqu'à leur remplissage.
Un séchoir à bouteille peut aussi désigner le lieu où l'on stocke les bouteilles vides.